# Daniel Abt
Daniel Abt (ur. 3 grudnia 1992 w Kempten im Allgäu) – niemiecki kierowca wyścigowy. Syn założyciela Abt Sportsline Hansa-Jürgena Abta. Bratanek niemieckiego kierowcy wyścigowego Christiana Abta.

## Życiorys

### Początki kariery
Daniel karierę rozpoczął w 2001 roku od startów w kartingu. W 2008 roku zadebiutował w serii wyścigów samochodów jednomiejscowych – Niemieckiej Formule ADAC Masters. Startując w zespole swojego ojca, w pierwszym sezonie trzykrotnie stanął na podium, a podczas pierwszego wyścigu na niemieckim torze Nürburgring startował z pole position. Zdobyte punkty sklasyfikowały go na 9. miejscu. W drugim podejściu Abt sięgnął po tytuł mistrzowski, po zwyciężeniu w ośmiu wyścigach (siedmiokrotnie uzyskał pierwsze pole startowe).

### Formuła 3
W sezonie 2010 Daniel awansował do Niemieckiej Formuły 3. Reprezentując holenderską ekipę Van Amersfoort Racing, Niemiec dziesięciokrotnie plasował się w czołowej trójce, z czego dwukrotnie na najwyższym stopniu (w Assen oraz Oschersleben). Sześciokrotnie startował także z pole position oraz pięciokrotnie uzyskał najszybsze okrążenie. Walcząc o tytuł mistrzowski, przegrał go różnicą zaledwie ośmiu punktów z Francuzem Tomem Dillmannem.
W roku 2011 Niemiec startował w barwach francuskiego zespołu Signature. Abt czterokrotnie zameldował się na najniższym stopniu podium, ostatecznie zajmując 7. pozycję w klasyfikacji generalnej.

### Seria GP3
W sezonie 2012 został kierowcą Lotus GP w Serii GP3. Niemiec do ostatniego wyścigu walczył o tytuł mistrzowski z Mitchem Evansem, jednak ostatecznie musiał uznać wyższość Nowozelandczyka. Abt siedmiokrotnie stawał na podium, z czego dwukrotnie na najwyższym stopniu. Na torze Hockenheimring sięgnął po pole position.

### Seria GP2
W 2013 roku Daniel awansował do Serii GP2. W ciągu 22 wyścigów, w których wystartował, ani raz nie stawał na podium. Z dorobkiem jedenastu punktów uplasował się na 22 pozycji w klasyfikacji generalnej.
Na sezon 2014 Niemiec podpisał kontrakt z niemiecką ekipą Hilmer Motorsport. Wystartował łącznie w dwudziestu wyścigach, spośród których w pięciu zdobywał punkty. W obu wyścigach węgierskiej rundy był piąty, co było jego najlepszym wynikiem w sezonie. Uzbierał łącznie 27 punktów, które zapewniły mu szesnaste miejsce w końcowej klasyfikacji kierowców.

### Formuła E
W sezonie 2014/2015 Niemiec podpisał kontrakt z niemiecką ekipą Audi Sport Abt na starty w Formule E. W ciągu jedenastu wyścigów, w których wystartował, raz stanął na podium (ePrix Miami 2015). Z dorobkiem 32 punktów został sklasyfikowany na jedenastej pozycji w końcowej klasyfikacji kierowców.

## Wyniki

### GP2
| Legenda oznaczeń w tabelach wyników Wyświetl szablon na nowej stronie | Legenda oznaczeń w tabelach wyników Wyświetl szablon na nowej stronie                                                                     |
| Oznaczenie                                                            | Wyjaśnienie |
| --------------------------------------------------------------------- | --- |
| Złoty                                                                 | Zwycięzca lub mistrzostwo |
| Srebrny                                                               | 2. miejsce lub wicemistrzostwo |
| Brązowy                                                               | 3. miejsce lub II wicemistrzostwo |
| Zielony                                                               | Ukończył, punktował (w klasyfikacji generalnej, gdy zdobył co najmniej jeden punkt na przestrzeni sezonu, poza trzema powyższymi opcjami) |
| Niebieski                                                             | Ukończył, nie punktował (w klasyfikacji generalnej, gdy nie zdobył co najmniej jednego punktu na przestrzeni sezonu)                      |
| Czerwony                                                              | Nie zakwalifikował się (NZ) |
| Czerwony                                                              | Nie prekwalifikował się (NPK) |
| Różowy                                                                | Nie ukończył (NU) |
| Różowy                                                                | Niesklasyfikowany (NS) (w klasyfikacji generalnej, gdy nie został sklasyfikowany w żadnym wyścigu sezonu)                                 |
| Czarny                                                                | Zdyskwalifikowany (DK) |
| Czarny                                                                | Wykluczony (WYK/EX) |
| Biały                                                                 | Nie wystartował (NW) |
| Biały                                                                 | Kontuzjowany (K/INJ) |
| Biały                                                                 | Wyścig odwołany (OD/C) |
| Bez koloru                                                            | Został wycofany (WYC/WD) |
| Bez koloru                                                            | Nie przybył (NP/DNA) |
| Bez koloru                                                            | Nie brał udziału w treningach (NT/DNP) |
| Bez koloru                                                            | Nie został zgłoszony (–) |
| Pogrubienie                                                           | Start z pole position |
| Kursywa                                                               | Najszybsze okrążenie wyścigu |
| †                                                                     | Nie ukończył, ale jego rezultat został zaliczony ze względu na przejechanie więcej niż 90% dystansu wyścigu.                              |
| *                                                                     | Sezon w trakcie |
| 1/2/3                                                                 | Punktowana pozycja w sprincie kwalifikacyjnym                                                                                             |
| Lista systemów punktacji Formuły 1                                    | |

| Rok  | Zespół            | Wyniki w poszczególnych eliminacjach | Wyniki w poszczególnych eliminacjach | Wyniki w poszczególnych eliminacjach | Wyniki w poszczególnych eliminacjach | Wyniki w poszczególnych eliminacjach | Wyniki w poszczególnych eliminacjach | Wyniki w poszczególnych eliminacjach | Wyniki w poszczególnych eliminacjach | Wyniki w poszczególnych eliminacjach | Wyniki w poszczególnych eliminacjach | Wyniki w poszczególnych eliminacjach | Wyniki w poszczególnych eliminacjach | Wyniki w poszczególnych eliminacjach | Wyniki w poszczególnych eliminacjach | Wyniki w poszczególnych eliminacjach | Wyniki w poszczególnych eliminacjach | Wyniki w poszczególnych eliminacjach | Wyniki w poszczególnych eliminacjach | Wyniki w poszczególnych eliminacjach | Wyniki w poszczególnych eliminacjach | Wyniki w poszczególnych eliminacjach | Wyniki w poszczególnych eliminacjach | Punkty | Pozycja |
| ---- | ----------------- | ------------------------------------ | ------------------------------------ | ------------------------------------ | ------------------------------------ | ------------------------------------ | ------------------------------------ | ------------------------------------ | ------------------------------------ | ------------------------------------ | ------------------------------------ | ------------------------------------ | ------------------------------------ | ------------------------------------ | ------------------------------------ | ------------------------------------ | ------------------------------------ | ------------------------------------ | ------------------------------------ | ------------------------------------ | ------------------------------------ | ------------------------------------ | ------------------------------------ | ------ | ------- |
| 2013 | ART Grand Prix    | MAL                                  | MAL                                  | BHR                                  | BHR                                  | ESP                                  | ESP                                  | MON                                  | MON                                  | GBR                                  | GBR                                  | DEU                                  | DEU                                  | HUN                                  | HUN                                  | BEL                                  | BEL                                  | ITA                                  | ITA                                  | SIN                                  | SIN                                  | ARE                                  | ARE                                  | 11     | 22      |
| 2013 | ART Grand Prix    | NU                                   | 16                                   | 14                                   | 7                                    | 11                                   | 8                                    | 16                                   | 22                                   | 15                                   | NU                                   | 21                                   | 18                                   | 24                                   | 14                                   | 16                                   | 16                                   | 17                                   | 22                                   | 13                                   | NU                                   | 9                                    | 5                                    | 11     | 22      |
| 2014 | Hilmer Motorsport | BHR                                  | BHR                                  | ESP                                  | ESP                                  | MON                                  | MON                                  | AUT                                  | AUT                                  | GBR                                  | GBR                                  | DEU                                  | DEU                                  | HUN                                  | HUN                                  | BEL                                  | BEL                                  | ITA                                  | ITA                                  | RUS                                  | RUS                                  | ARE                                  | ARE                                  | 27     | 16      |
| 2014 | Hilmer Motorsport | 13                                   | 13                                   | NU                                   | 12                                   | NU                                   | 17                                   | 17                                   | 23                                   | 10                                   | 11                                   | 20                                   | 15                                   | 5                                    | 5                                    | 8                                    | 5                                    | NU                                   | 10                                   | NU                                   | 13                                   | –                                    | –                                    | 27     | 16      |

### GP3
| Legenda oznaczeń w tabelach wyników Wyświetl szablon na nowej stronie | Legenda oznaczeń w tabelach wyników Wyświetl szablon na nowej stronie                                                                     |
| Oznaczenie                                                            | Wyjaśnienie |
| --------------------------------------------------------------------- | --- |
| Złoty                                                                 | Zwycięzca lub mistrzostwo |
| Srebrny                                                               | 2. miejsce lub wicemistrzostwo |
| Brązowy                                                               | 3. miejsce lub II wicemistrzostwo |
| Zielony                                                               | Ukończył, punktował (w klasyfikacji generalnej, gdy zdobył co najmniej jeden punkt na przestrzeni sezonu, poza trzema powyższymi opcjami) |
| Niebieski                                                             | Ukończył, nie punktował (w klasyfikacji generalnej, gdy nie zdobył co najmniej jednego punktu na przestrzeni sezonu)                      |
| Czerwony                                                              | Nie zakwalifikował się (NZ) |
| Czerwony                                                              | Nie prekwalifikował się (NPK) |
| Różowy                                                                | Nie ukończył (NU) |
| Różowy                                                                | Niesklasyfikowany (NS) (w klasyfikacji generalnej, gdy nie został sklasyfikowany w żadnym wyścigu sezonu)                                 |
| Czarny                                                                | Zdyskwalifikowany (DK) |
| Czarny                                                                | Wykluczony (WYK/EX) |
| Biały                                                                 | Nie wystartował (NW) |
| Biały                                                                 | Kontuzjowany (K/INJ) |
| Biały                                                                 | Wyścig odwołany (OD/C) |
| Bez koloru                                                            | Został wycofany (WYC/WD) |
| Bez koloru                                                            | Nie przybył (NP/DNA) |
| Bez koloru                                                            | Nie brał udziału w treningach (NT/DNP) |
| Bez koloru                                                            | Nie został zgłoszony (–) |
| Pogrubienie                                                           | Start z pole position |
| Kursywa                                                               | Najszybsze okrążenie wyścigu |
| †                                                                     | Nie ukończył, ale jego rezultat został zaliczony ze względu na przejechanie więcej niż 90% dystansu wyścigu.                              |
| *                                                                     | Sezon w trakcie |
| 1/2/3                                                                 | Punktowana pozycja w sprincie kwalifikacyjnym                                                                                             |
| Lista systemów punktacji Formuły 1                                    | |

| Rok  | Zespół   | Wyniki w poszczególnych eliminacjach | Wyniki w poszczególnych eliminacjach | Wyniki w poszczególnych eliminacjach | Wyniki w poszczególnych eliminacjach | Wyniki w poszczególnych eliminacjach | Wyniki w poszczególnych eliminacjach | Wyniki w poszczególnych eliminacjach | Wyniki w poszczególnych eliminacjach | Wyniki w poszczególnych eliminacjach | Wyniki w poszczególnych eliminacjach | Wyniki w poszczególnych eliminacjach | Wyniki w poszczególnych eliminacjach | Wyniki w poszczególnych eliminacjach | Wyniki w poszczególnych eliminacjach | Wyniki w poszczególnych eliminacjach | Wyniki w poszczególnych eliminacjach | Punkty | Pozycja |
| ---- | -------- | ------------------------------------ | ------------------------------------ | ------------------------------------ | ------------------------------------ | ------------------------------------ | ------------------------------------ | ------------------------------------ | ------------------------------------ | ------------------------------------ | ------------------------------------ | ------------------------------------ | ------------------------------------ | ------------------------------------ | ------------------------------------ | ------------------------------------ | ------------------------------------ | ------ | ------- |
| 2012 | Lotus GP | ESP                                  | ESP                                  | MON                                  | MON                                  | VAL                                  | VAL                                  | GBR                                  | GBR                                  | DEU                                  | DEU                                  | HUN                                  | HUN                                  | BEL                                  | BEL                                  | ITA                                  | ITA                                  | 149,5  | 2       |
| 2012 | Lotus GP | 13                                   | 6                                    | 6                                    | 3                                    | 6                                    | 2                                    | 4                                    | NU                                   | 7                                    | 2                                    | 2                                    | 10                                   | 1                                    | 5                                    | 1                                    | 2                                    | 149,5  | 2       |

### Formuła Renault 3.5
| Legenda oznaczeń w tabelach wyników Wyświetl szablon na nowej stronie | Legenda oznaczeń w tabelach wyników Wyświetl szablon na nowej stronie                                                                     |
| Oznaczenie                                                            | Wyjaśnienie |
| --------------------------------------------------------------------- | --- |
| Złoty                                                                 | Zwycięzca lub mistrzostwo |
| Srebrny                                                               | 2. miejsce lub wicemistrzostwo |
| Brązowy                                                               | 3. miejsce lub II wicemistrzostwo |
| Zielony                                                               | Ukończył, punktował (w klasyfikacji generalnej, gdy zdobył co najmniej jeden punkt na przestrzeni sezonu, poza trzema powyższymi opcjami) |
| Niebieski                                                             | Ukończył, nie punktował (w klasyfikacji generalnej, gdy nie zdobył co najmniej jednego punktu na przestrzeni sezonu)                      |
| Czerwony                                                              | Nie zakwalifikował się (NZ) |
| Czerwony                                                              | Nie prekwalifikował się (NPK) |
| Różowy                                                                | Nie ukończył (NU) |
| Różowy                                                                | Niesklasyfikowany (NS) (w klasyfikacji generalnej, gdy nie został sklasyfikowany w żadnym wyścigu sezonu)                                 |
| Czarny                                                                | Zdyskwalifikowany (DK) |
| Czarny                                                                | Wykluczony (WYK/EX) |
| Biały                                                                 | Nie wystartował (NW) |
| Biały                                                                 | Kontuzjowany (K/INJ) |
| Biały                                                                 | Wyścig odwołany (OD/C) |
| Bez koloru                                                            | Został wycofany (WYC/WD) |
| Bez koloru                                                            | Nie przybył (NP/DNA) |
| Bez koloru                                                            | Nie brał udziału w treningach (NT/DNP) |
| Bez koloru                                                            | Nie został zgłoszony (–) |
| Pogrubienie                                                           | Start z pole position |
| Kursywa                                                               | Najszybsze okrążenie wyścigu |
| †                                                                     | Nie ukończył, ale jego rezultat został zaliczony ze względu na przejechanie więcej niż 90% dystansu wyścigu.                              |
| *                                                                     | Sezon w trakcie |
| 1/2/3                                                                 | Punktowana pozycja w sprincie kwalifikacyjnym                                                                                             |
| Lista systemów punktacji Formuły 1                                    | |

| Rok  | Zespół        | Wyniki w poszczególnych eliminacjach | Wyniki w poszczególnych eliminacjach | Wyniki w poszczególnych eliminacjach | Wyniki w poszczególnych eliminacjach | Wyniki w poszczególnych eliminacjach | Wyniki w poszczególnych eliminacjach | Wyniki w poszczególnych eliminacjach | Wyniki w poszczególnych eliminacjach | Wyniki w poszczególnych eliminacjach | Wyniki w poszczególnych eliminacjach | Wyniki w poszczególnych eliminacjach | Wyniki w poszczególnych eliminacjach | Wyniki w poszczególnych eliminacjach | Wyniki w poszczególnych eliminacjach | Wyniki w poszczególnych eliminacjach | Wyniki w poszczególnych eliminacjach | Wyniki w poszczególnych eliminacjach | Punkty | Pozycja |
| ---- | ------------- | ------------------------------------ | ------------------------------------ | ------------------------------------ | ------------------------------------ | ------------------------------------ | ------------------------------------ | ------------------------------------ | ------------------------------------ | ------------------------------------ | ------------------------------------ | ------------------------------------ | ------------------------------------ | ------------------------------------ | ------------------------------------ | ------------------------------------ | ------------------------------------ | ------------------------------------ | ------ | ------- |
| 2012 | Tech 1 Racing | ARA                                  | ARA                                  | MON                                  | BEL                                  | BEL                                  | DEU                                  | DEU                                  | RUS                                  | RUS                                  | GBR                                  | GBR                                  | HUN                                  | HUN                                  | FRA                                  | FRA                                  | CAT                                  | CAT                                  | 0      | 34      |
| 2012 | Tech 1 Racing | –                                    | –                                    | –                                    | –                                    | –                                    | –                                    | –                                    | –                                    | –                                    | –                                    | –                                    | 18                                   | 24                                   | NU                                   | 18                                   | 16                                   | NU                                   | 0      | 34      |

### Podsumowanie startów
| Sezon     | Seria                 | Zespół                | Wyścigi | Zwycięstwa | PP | NO | Podium | Punkty | Pozycja |
| --------- | --------------------- | --------------------- | ------- | ---------- | -- | -- | ------ | ------ | ------- |
| 2008      | ADAC Formel Masters   | Team Abt Sportsline   | 16      | 0          | 1  | 0  | 3      | 91     | 8       |
| 2009      | ADAC Formel Masters   | Team Abt Sportsline   | 16      | 8          | 7  | 3  | 10     | 224    | 1       |
| 2010      | Niemiecka Formuła 3   | Van Amersfoort Racing | 18      | 2          | 6  | 5  | 10     | 112    | 2       |
| 2011      | Formuła 3 Euro Series | Signature             | 27      | 0          | 0  | 0  | 3      | 150    | 7       |
| 2012      | Seria GP3             | Lotus GP              | 16      | 2          | 1  | 0  | 7      | 149,5  | 2       |
| 2012      | Formuła Renault 3.5   | Tech 1 Racing         | 4       | 0          | 0  | 0  | 0      | 0      | 34      |
| 2013      | Seria GP2             | ART Grand Prix        | 22      | 0          | 0  | 0  | 0      | 11     | 22      |
| 2014      | Seria GP2             | Hilmer Motorsport     | 20      | 0          | 0  | 0  | 0      | 27     | 16      |
| 2014/2015 | Formuła E             | Audi Sport Abt        | 11      | 0          | 1  | 1  | 1      | 32     | 11      |
| 2015      | 24h Le Mans - LMP1    | Rebellion Racing      | 1       | 0          | 0  | 0  | 0      | N/A    | 9       |